# 34188 Clarawagner
34188 Clarawagner è un asteroide della fascia principale. Scoperto nel 2000, presenta un'orbita caratterizzata da un semiasse maggiore pari a 2,7235105 au e da un'eccentricità di 0,1210617, inclinata di 0,98865° rispetto all'eclittica.